# Rei Sakuma
Rei Sakuma  (佐久間 レイ?, Sakuma Rei), nata Reiko Sakuma (佐久間 玲子?, Sakuma Reiko) (Tokyo, 5 gennaio 1965) è una doppiatrice giapponese, affiliata con la 81 Produce.
In Giappone è conosciuta principalmente per il doppiaggio nella lunghissima serie per bambini Soreike! Anpanman, mentre il suo ruolo più celebre in Occidente è sicuramente quello di Shampoo, una delle protagoniste dell'anime Ranma ½.

## Ruoli principali
- Akabon in Bomberman B-Daman Bakugaiden e Bomberman B-Daman Bakugaiden Victory
- Kazumi Amano in Gunbuster
- Batako in Soreike! Anpanman
- The Light and The Dark Clow Cards in Cardcaptor Sakura
- Shampoo in Ranma ½[1] e Ranma ½ (serie animata 2024)
- Misa in Mermaid Forest[2]
- Fianna in Record of Lodoss War
- Little My in Tanoshii Moomin Ikka (Moominland, un mondo di serenità)
- Arshes Nei in Bastard!!
- Peorth in the Oh, mia dea! movie[1]
- Mizuha Miyama in Il club della magia
- Morrigan Aensland in Night Warriors: Darkstalkers' Revenge[2]
- Neeya in  Infinite Ryvius
- Zia in The Mysterious Cities of Gold (ridoppiaggio del 1998)
- Funaho in Chi ha bisogno di Tenchi?
- Sizer in Hamerun no Baiorin Hiki (Il violinista di Hamelin)
- Mafura-Chan in Tottoko Hamutaro (Hamtaro)
- Angel Dog/Devil Dog in Gregory Horror Show
- Jiji in Kiki - Consegne a domicilio[1]
- Aika Sumeragi in Agent Aika
- Mariemaia Kushrenada in Gundam Wing: Endless Waltz
- Rumiko Daidoji in Miracle Girls
- Konoha Edajima in Please Teacher![2]
- Leona Ozaki in Dominion Tank Police[1]
- Sachiko Emori in Linda Cube
- Nail in Lunar: The Silver Star
- Nina Purpleton in Mobile Suit Gundam 0083: Stardust Memory[1]
- April in Sol Bianca
- Momo Karuizawa in Project Justice: Rival Schools 2
- Ayaka Rindo in Seraphim Call
- My Melody in Onegai My Melody
- Kei Yuki in Capitan Harlock[3]
- Blair in Earthian
- Kenny in Onegai My Melody
- Kris Mu in Teenage Mutant Ninja Turtles: Legend of the Supermutants
- Rebecca in Galaxy Angel (AA)
- Mizuho Amamiya in Memories Off 5 The Unfinished Film
- Fatima Clotho in Five Star Stories[2]
- Sakura in Ginga Legend Weed
- Yuria in Fitness Boxing: Fist of the North Star